# Pinnacle Pass
Der Pinnacle Pass (englisch für Felsnadelpass) ist ein Gebirgspass auf Südgeorgien im Südatlantik. Auf der Thatcher-Halbinsel liegt er südlich des Narval Peak und führt vom Gebiet um den Gull Lake im Südosten in das Sphagnum Valley im Nordwesten.
Das UK Antarctic Place-Names Committee benannte ihn 2007 nach einer Felsnadel inmitten des Passes.